# Ilia Lobżanidze
Ilia Lobżanidze, gruz. ილია ლობჟანიძე, ros. Илья Окропирович Лобжанидзе, Ilja Okropirowicz Łobżanidze (ur. 1914, Imperium Rosyjskie, zm. 1995 Gruzja) – gruziński piłkarz, grający na pozycji napastnika, trener i sędzia piłkarski.

## Kariera piłkarska
W 1939 rozpoczął karierę piłkarską w klubie Lokomotiwi Tbilisi. Po zakończeniu II wojny światowej został piłkarzem wojskowej drużyny DKA Tbilisi, który potem nazywał się DO i ODO. W 1948 zakończył karierę piłkarza.

## Kariera sędziowska
Od 1951 do 1954 jako sędzia liniowy sędziował mecze piłkarskie Klasy A Mistrzostw ZSRR.

## Kariera trenerska
W 1954 rozpoczął pracę szkoleniowca. Od 1954 do 1958 pomagał trenować klub, w którym zakończył występy -ODO Tbilisi. Potem klub zmienił nazwę na SKWO Tbilisi. W końcu 1960 roku stał na czele SKA Odessa, którym kierował w 1961 roku. W 1963 prowadził Torpedo Kutaisi, a w 1965 - Lokomotiwi Tbilisi.
Zmarł w 1995 roku w wieku 81 lat.

## Sukcesy i odznaczenia

### Sukcesy trenerskie
SKA Odessa
- wicemistrz Ukraińskiej SRR: 1961